# Курганець-25
Курганець-25 — російська перспективна середня гусенична платформа, що розробляється концерном «Тракторні заводи». У розробці платформи бере участь ряд інших підприємств, зокрема ЦНДІ «Буревісник» та інші. Платформа сконструйована за модульним принципом, що дозволяє полегшити і прискорити виробництво та ремонт бронетехніки на її базі. Розробка ББМ "Курганец-25" розпочалась у 2011 р, Попередні випробування ББМ закінчилися у жовтні 2021 р., а державні випробування мали розпочати у листопаді 2021 р. Початок серійного виробництва передбачався не раніше 2023 року.
У травні 2025 року під час виставки озброєнь MILEX 2025 у Мінську, російський "Ростех" повідомив, що БМП "Курганец-25" вже на кінцевих етапах попередніх випробувань.

## Призначення
Курганец-25 є універсальною гусеничною платформою, на базі якої планується створити бойову машину піхоти (Індекс ГБТУ — Об'єкт 695), бойову машину десанту, гусеничний бронетранспортер (Індекс ГБТУ — Об'єкт 693) і протитанкову самохідну установку з 125-мм танковою гарматою. Призначений для заміни існуючих БМП, що стоять на озброєнні російської армії.

## Конструкція
Моторно-трансмісійне відділення платформи розташоване в передній частині корпусу і зміщено вправо для поліпшення компонування машини. Для вивантаження десанту використовується апарель з додатковими дверима в ній. Маса машини становитиме приблизно 36 тонн. Пасивну броню буде доповнювати комплекс активного захисту на башті. Боєкомплект і озброєння ізольовані від десанту та екіпажу.
Також передбачається що "Курганец-25" буде обладнуватися системою активного захисту "Афганіт" та відповідним набором датчиків. Заявлені розміри, довжина 7,2 м, ширина 3,2 м та висота 2,3 м.
Екіпаж складається з трьох чоловік. Десантне відділення розраховане на вісім чоловік. Максимальна швидкість становить 80 км/год по шосе і 10 км/год на воді. Потужність двигуна 800 к.с.
БМД і БМП платформи оснащені дистанційно-керованим універсальним бойовим модулем «Епоха» озброєним 30-мм автоматичною гарматою 2А42 з селективним боєпостачанням (боєзапас 500 снарядів), 7,62-мм кулеметом ПКТМ (боєзапас 2000 набоїв), двома здвоєними пусковими установками ПТРК «Корнет». Автоматичний гранатомет не передбачений. Рух бойового модуля здійснюють керовані комп'ютером електродвигуни. Бойовий модуль може управлятися навідником і командиром машини. Універсальний бойовий модуль, за рахунок роботизації, здатний стежити за ціллю і самостійно вести обстріл об'єкта до його знищення, оператору необхідно лише вказати ціль, після цього комп'ютер почне самостійно стежити за нею (ціллю).

## Галерея

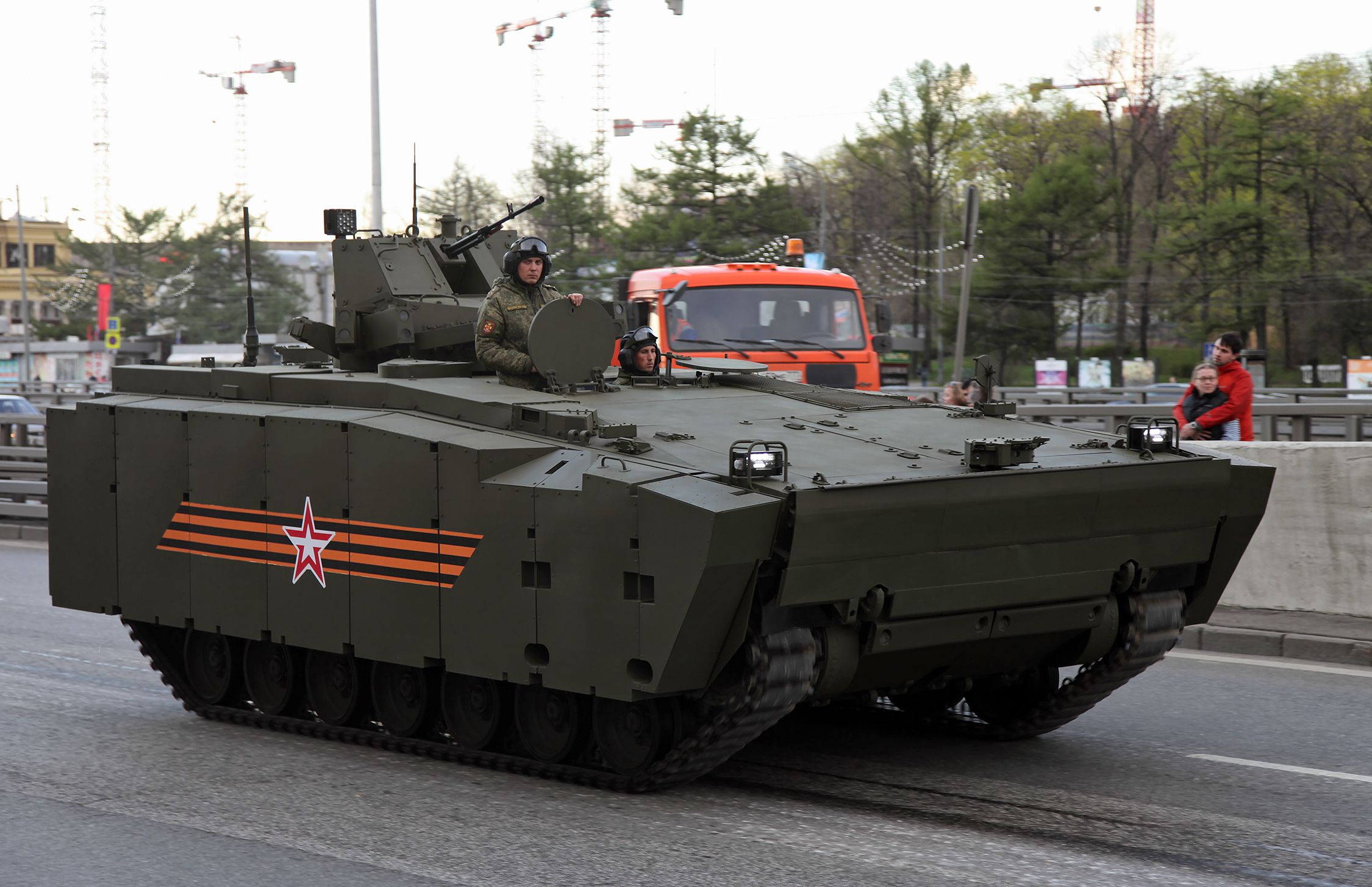
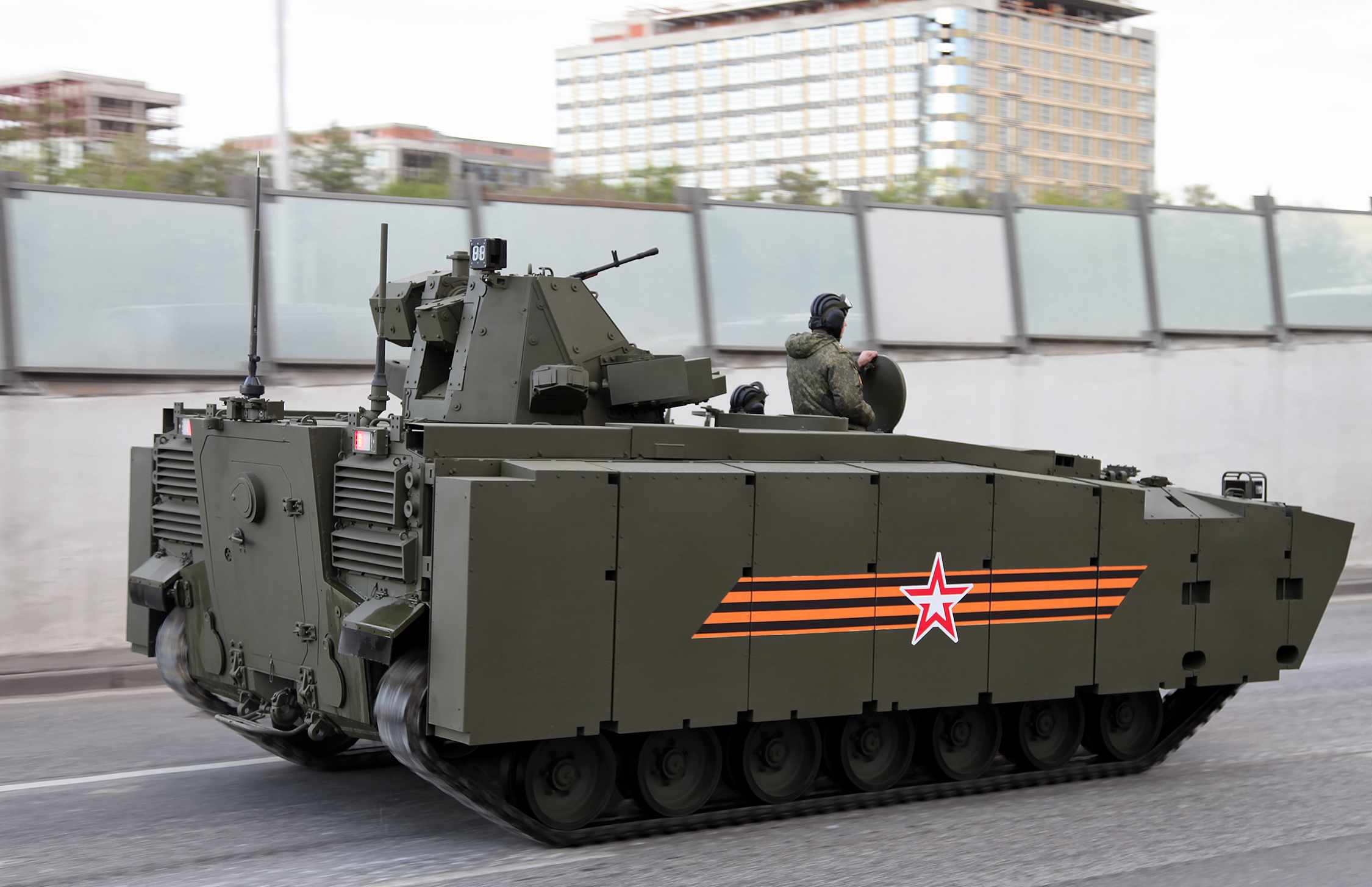

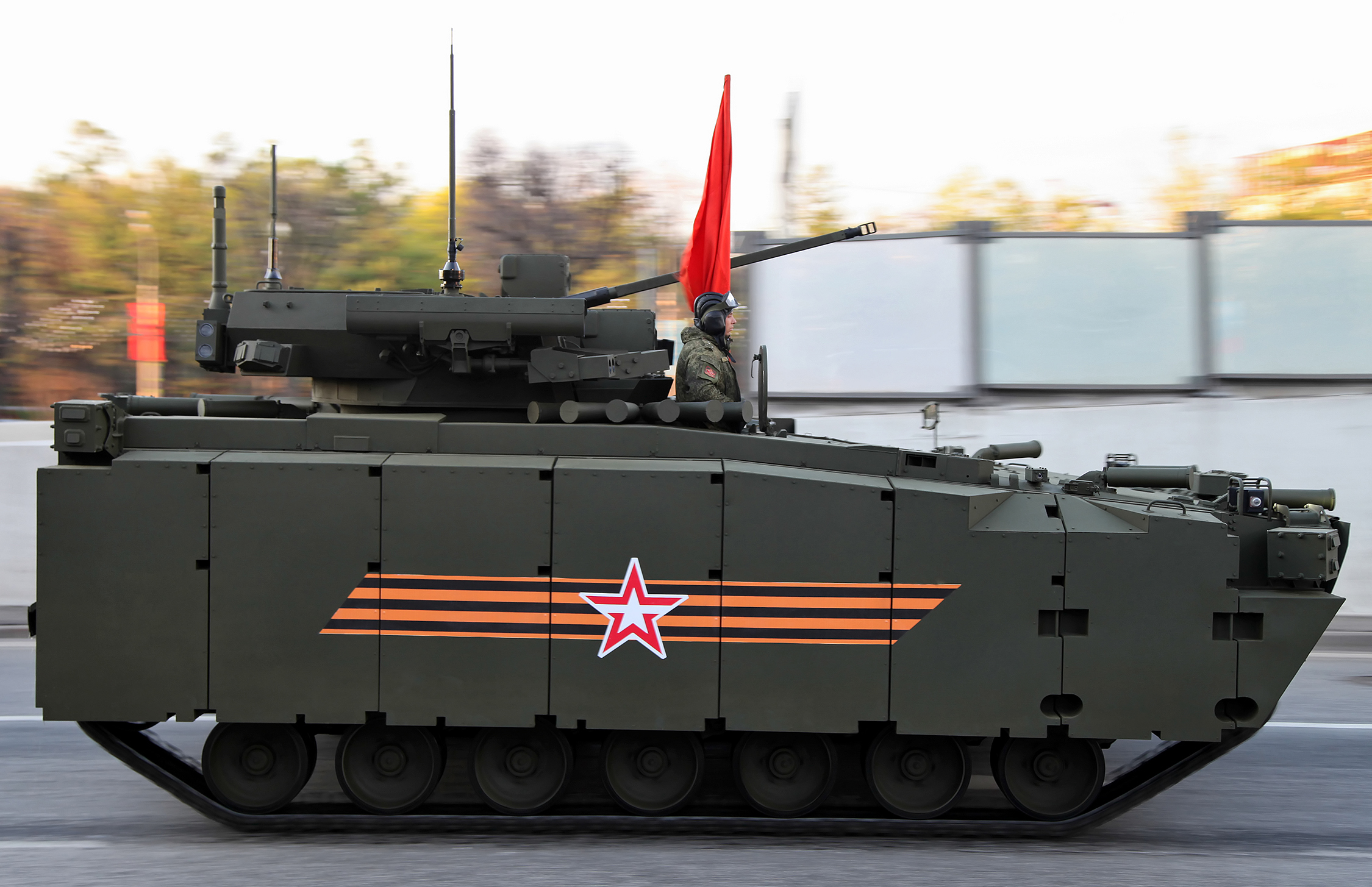
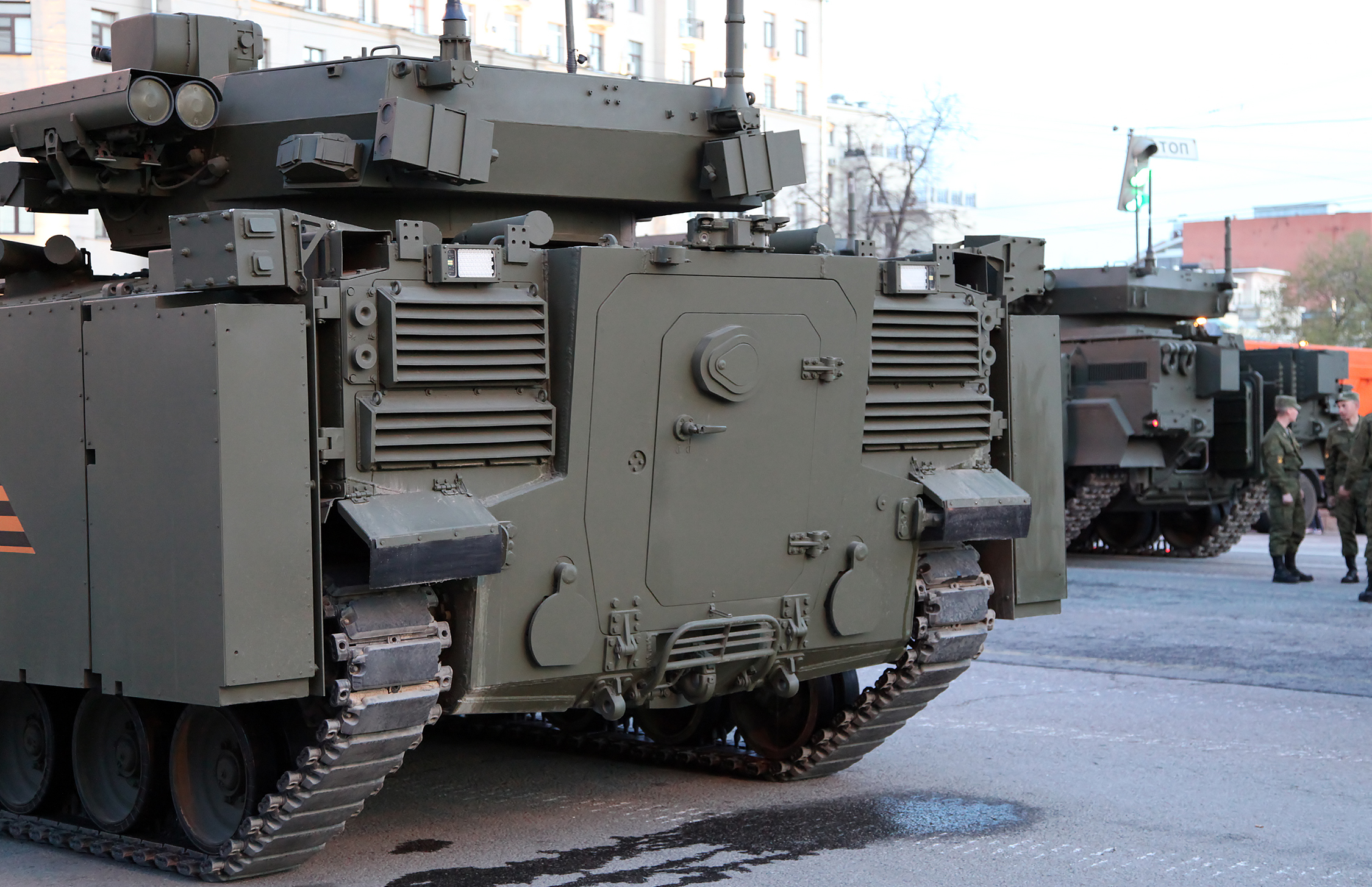

БТР «Об'єкт 693»
БМП «Об'єкт 695»